# 流離失所者 (小說)
《流離失所者》（英語：The Displaced Person）是一部弗兰纳里·奥康纳的中篇小說，1955年發表在她的短篇小說集《好人難尋》中。奧康納本身是虔誠的羅馬天主教徒，經常在她的作品中使用宗教主題，自己家人在二戰後僱傭了一名流離失所者。

## 改編
《流離失所者》1977年被改編成由公共廣播製作的《美國短篇故事》（The American Short Story）系列劇之一，由伊雷妮·沃思和雪莉·施托勒主演。演員陣容還包括约翰·豪斯曼、羅伯特·厄爾·瓊斯和山繆·傑克森。

## 外部連結
- 互联网电影数据库（IMDb）上《流離失所者》的资料（英文）